# Bellegem
Bellegem is een landelijk dorp in de Belgische provincie West-Vlaanderen en een deelgemeente van Kortrijk, het was een zelfstandige gemeente tot aan de gemeentelijke herindeling van 1977. Bellegem ligt een vijftal kilometer ten zuiden van het stadscentrum van Kortrijk.

## Geschiedenis
Hoge delen van het gebied waren al bewoond tijdens het neolithicum, waarvan vondsten als eindschrabbers, mijnbouwklingen en afslagbijlen getuigen. Midden 1e eeuw werden de Romeinse invloeden, getuige de overblijfselen van Romeinse villa's.
In 1111 werd Bellegem voor het eerst schriftelijk vermeld, waarbij sprake was van ene Morantus de Bellengim. Naast tal van kleinere heerlijkheden was er de dorpsheerlijkheid met de naam Ter Kercke. Vanaf 1624 tot aan de Franse tijd was deze in bezit van de familie Petitpas. Al voor 1195 moet er sprake zijn geweest van een zelfstandige parochie. Er was ook een romaans kerkgebouw.
De 16e eeuw bracht hongersnood, een pestepidemie (1555-1556) en daarna de godsdiensttwisten, waarbij de Calvinisten werden afgelost door bendes malcontenten. Vervolgens woedde de Negenjarige Oorlog (1688-1697) waarbij onder meer Franse troepen het dorp regelmatig plunderden. Van 27 februari tot 7 maart 1814 was Bellegem de inzet van een strijd tussen Pruisische en Franse troepen.
In 1827 werd te Bellegem de congregatie Zusters van Maria, ook Zusters van de Heilige Jozef genaamd, gesticht. Het klooster werd in 1967 opgeheven.
Vanaf 1865 begon de industrialisatie met de oprichting van de cichoreifabriek Delberghe. In 1874 en 1892 werden brouwerijen opgericht en in 1928 de N.V. Zijdemaatschappij van Victor Cambien en Jozef Van de Maele. In 1927 begon Maurice Dierick een meubelmakerij die uitgroeide tot een meubelfabriek.

## Demografische ontwikkeling
- Bronnen:NIS, Opm:1831 tot en met 1970=volkstellingen; 1976 = inwoneraantal op 31 december

## Bezienswaardigheden
- De Sint-Amanduskerk is een van oorsprong gotische kerk. Ze werd in de 13de eeuw opgericht, maar onderging talrijke grote verbouwingen. De kerk is beschermd als monument. De scheve toren van de kerk, die uit de tweede helft van de 17de eeuw dateerde, werd in 1961 afgebroken en nieuw heropgebouwd.
- De neogotische kapel.

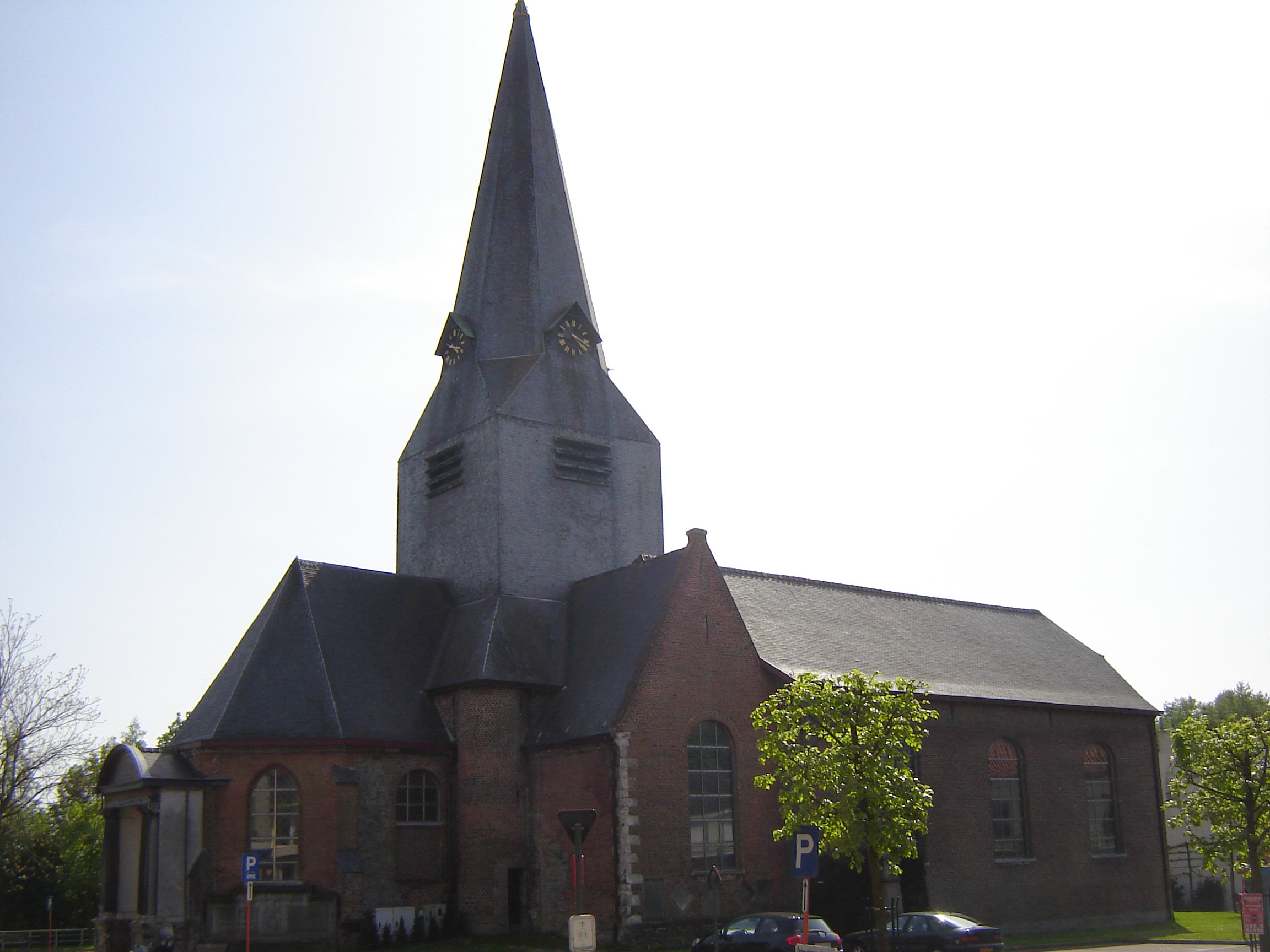
Sint-Amanduskerk
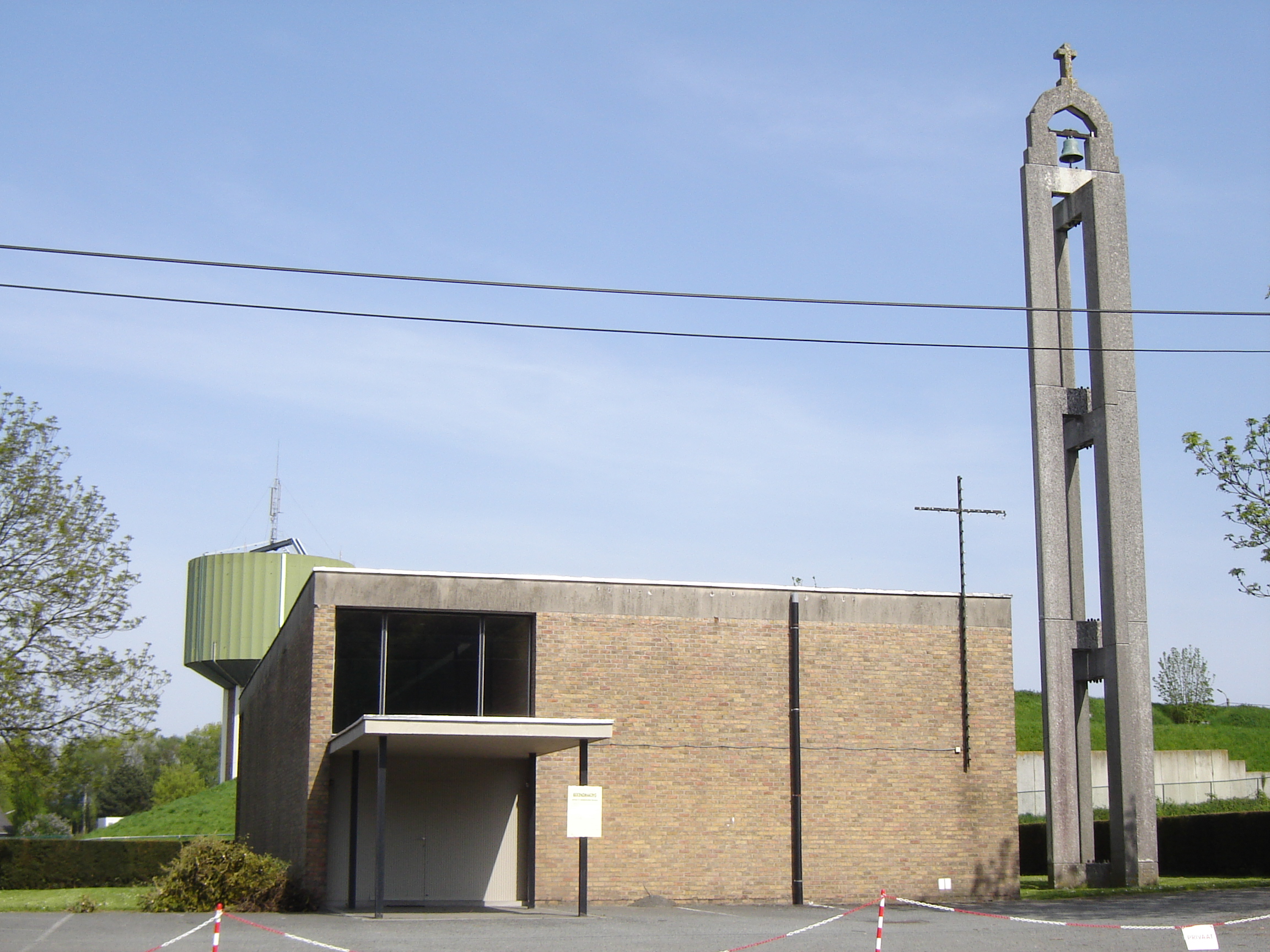
Sint-Augustinuskerk (mei 2008)
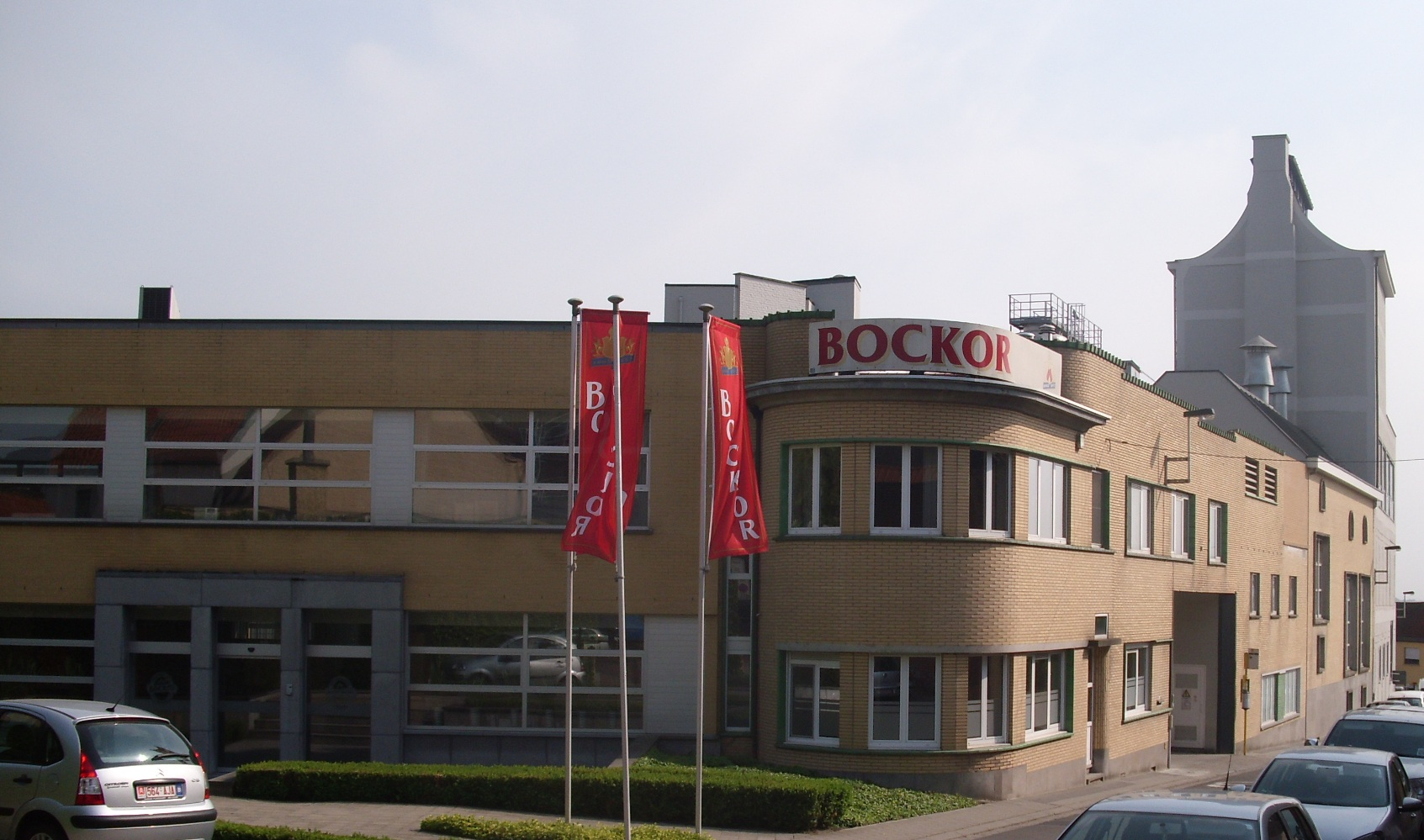
Brouwerij Bockor
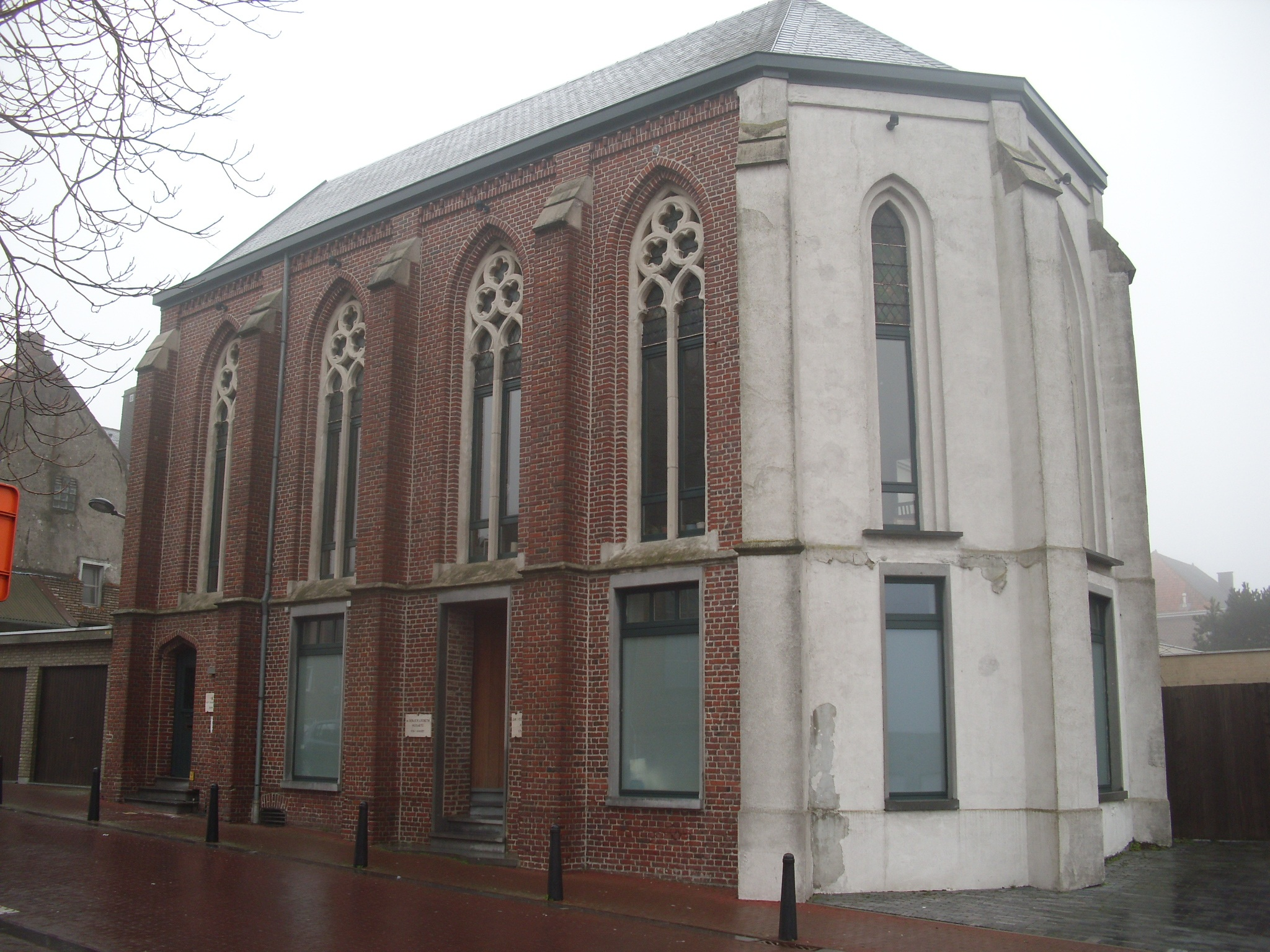
Voormalige kloosterkapel, tegenwoordig een bed and breakfast (B&B)

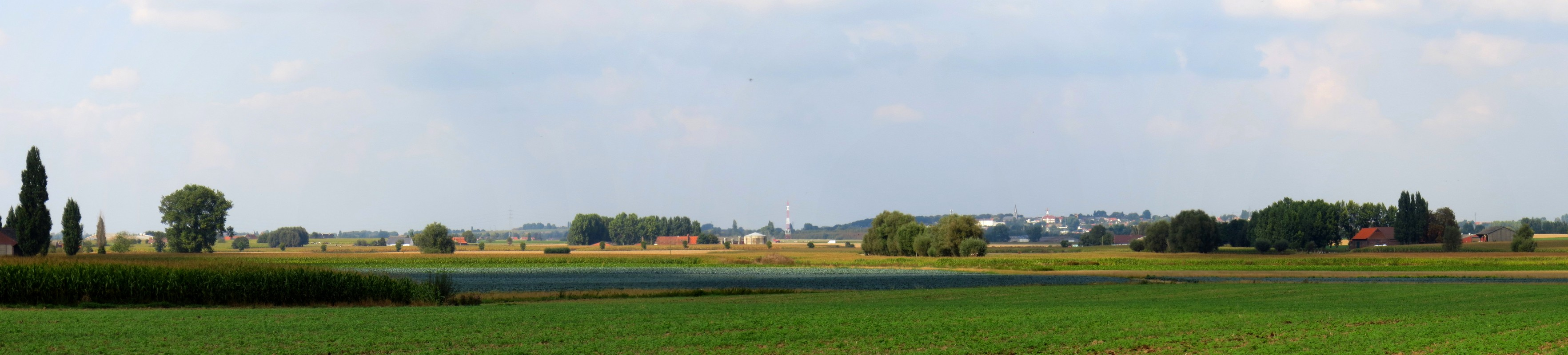
panorama Bellegem

## Natuur en landschap
Bellegem ligt op een heuvelrug in Zandlemig Vlaanderen. De hoogte van de kern bedraagt 65 meter (Sint-Leonardusberg) en de hoogte van de deelgemeente varieert van 23 tot 73 meter. Enkele kleinere beken zoals Kortrijkbeek, Ooievaarsnestbeek en Kwademeersbeek. Natuurgebieden zijn het Bellegembos en Argendaalbos.
De Katteberg vormt met zijn bijna 80 meter boven de zeespiegel het hoogste punt van de gemeente Kortrijk. Het punt levert vergezichten op de omliggende landelijke omgeving. In de buurt stond de Sint-Augustinuskapel, een hulpkerkje van Bellegem voor de wijk Katteberg, dat echter in 2007 uit gebruik werd genomen.

## Economie
Bellegem heeft twee brouwerijen: Brouwerij Omer Vander Ghinste, vooral bekend van bieren zoals Omer. en Bockor Pils, en brouwerij Facon, die niet meer actief is. Een aantal groter bedrijven situeert zich met name op de Doornikse Rijksweg.

## Cultuur
Bellegem heeft een volwassenen- en jongerentoneelvereniging, respectievelijk De Gebroken Spiegel en Scherven. In Bellegem is ook een harmonieorkest "Koninklijke Harmonie Sint-Leonardszonen" en een jeugdharmonie "Jeugdharmonie Fantasia", gekoepeld onder de naam Muziekvereniging Bellegem.

## Sport
Bellegem heeft een voetbalclub die is aangesloten bij de KBVB, White Star Bellegem, alsook een liefhebbersvoetbalclub, Standard de Jeunesse, aangesloten bij het VLVB (Vlaamse Liefhebbers Voetbal Bond). Deze vereniging is ontstaan uit een groep oud-chiroleiders van Chiro 't Stratje Bellegem.
Nabij Bellegem ligt onder meer de Beiaardhelling, bekend van de Driedaagse van West-Vlaanderen.

## Geboren in Bellegem
- Germain Derycke (1929-1978), wielrenner
- Willy Bocklant (1941-1985), wielrenner

## Trivia
- Op 4 juli 1989 stortte bij het vliegtuigongeluk in Bellegem een onbemande Sovjet-Russische MiG-23 straaljager neer op een woning, waarbij een jonge bewoner om het leven kwam.
- Volgens de volkstelling van 2008 woonden er 170 mensen in België die de familienaam Van Bellegem droegen. De meesten woonden in Gent en omgeving. Nog eens 1098 droegen de naam Van Belleghem.[1]
- Amandus van Maastricht is de patroonheilige van Bellegem.

## Nabijgelegen kernen
Rollegem, Kortrijk, Zwevegem, Dottenijs, Kooigem